# Ekonomiåret 1995

## Händelser

### Januari
- 10 januari - Sveriges finansminister Göran Persson presenterar den svenska statsbudgeten för 1995/1996, där barnbidraget föreslås sänkas med 125 svenska kronor i månaden från 1 januari 1996.[1]
- 18 januari - Volvo beslutar om en satsning på nära fem miljarder svenska kronor i fabriker och bilmodeller, bland annat ska fabriken i Uddevalla startas upp igen.[1]

### Februari
- 14 februari - Sveriges riksbank höjer reporäntan med 0,20 procentenheter till 7,80 %.[1]

### Mars
- 6 mars - Spanien och Portugal devalverar sina valutor med 7 % respektive hälften.[1]
- 16 mars - ABB och Daimler-Benz presenterar en sammanslagning av sina bolag för tågtillverkning, under namnet "ABB Daimler-Benz Transportation".[1]
- 22 mars - Christina Jutterström utses till chefredaktör och ansvarig utgivare för Expressen.[1]
- 30 mars - Deutsche Bundesbank sänker två av sina styrräntor, diskontot från 4.5 till 4 % reporäntan från 4.85 till 4.50 &.[1]

### April
- 3 april - Volvo säljer AB Felix, Önos och Kalles kaviar till norska Orkla.[1]
- 18 april - Sveriges riksbank höjer reporäntan till 8.41 &.[1]

### Juni
- 9 juni - Sveriges riksbank höjer reporäntan från 8,41 % 8,66 %.[1]
- 22 juni - Sveriges dittills högsta spelvinst kammas in då en spelare vinner 24 312 361 svenska kronor på Joker. Kupongen lämnades in i Hägersten.[1]

### Augusti
- 20 augusti - Läkemedelsföretaget Pharmacia meddelar att man tänker gå samman med Upjohn.[1]

### September
- 8 september - Japans centralbank sänker diskontot från 1,0 % till 0,5 %.[1]
- 19 september - Sveriges regering beslutar att sälja statliga Nordbanken.[1]
- 21 september - Lars Heikensten utses till ny vice chef för Sveriges riksbank.[1]

### Oktober
- Oktober - Världsmästerskapen i friidrott 1995, som avgjorts i Göteborg cirka två månader tidigare, visar sig i mitten av månaten ha blivit en stor förlustaffär.[1]

### November
- 2 november - Nordbanken noteras på Stockholms fondbörs. Intresset för aktierna är stort.[1]
- 27 november - Skanska får i uppdrag att leda bygget av bron över Öresund.[1]

### December
- 15 december - EU:s toppmöte i Madrid beslutar att införa euron som gemensam valuta från och med 1 januari 1999.[1]

### Okänt datum
- G7-gruppen beslutar om ett stort biståndsprogram till Mexiko.

## Bildade företag
- Ebay, amerikanskt näthandelsföretag.
- Framfab, svenskt IT-företag.
- Ikano Bank, svensk bank.

## Konkurser
- 27 februari - Barings Bank, brittisk bank.[1]
- Gurgel, brasiliansk biltillverkare.

## Priser och utmärkelser
- 10 december – Sveriges Riksbanks pris i ekonomisk vetenskap till Alfred Nobels minne tilldelas amerikanen Robert Lucas Jr.

## Avlidna
- 27 mars – Gösta Virding, 79, svensk företagsledare.

### Fotnoter
1. 1 2 3 4 5 6 7 8 9 10 11 12 13 14 15 16 17 18 19 20   Horisont 1995. Bertmarks